# Gershom Scholem
Gershom Gerhard Scholem (Berlim, 5 de dezembro de 1897 – Jerusalém, 21 de fevereiro de 1982), também conhecido como Gerhard Scholem, foi um filósofo e historiador judeu-alemão.
Especialista na mística judaica e conhecido como fundador do moderno estudo da cabala, Gershom foi o primeiro professor de misticismo judaico na Universidade Hebraica de Jerusalém. Sua família era de origem asquenaze, e Scholem foi ligado ao movimento sionista.
Entre seus amigos mais próximos estavam Leo Strauss, Walter Benjamin  e Theodor Adorno, sendo que a correspondência trocada com os dois últimos foi publicada. 